# الوسام الهاشمي

صورة للملك فيصل الثاني.

الوسام الهاشمي وهو من الاوسمة الملكية العراقية، والخاصة بالعائلة الهاشمية التي كانت حاكمة في العراق بين عامي 1921-1958 والحاكمة اليوم في الأردن، ولقد الغي هذا الوسام بعد ثورة 14 تموز 1958 في الصورة يظهر الملك فيصل الثاني ملك العراق سابقا مرتديا الوسام الهاشمي والقلادة الملكية.